# Questa non è una canzone d'amore
 Questa non è una canzone d'amore  è un romanzo giallo dello scrittore italiano Alessandro Robecchi edito nel 2014, primo della serie Carlo Monterossi, ambientata a Milano.

## Trama
Carlo Monterossi, autore televisivo di un programma di successo suo malgrado, è vittima di un tentato omicidio. Insieme agli amici/collaboratori Oscar Falcone e Nadia Federici, inizierà quindi un’indagine parallela  che si rileverà più efficace di quella della polizia.

## Edizioni
- Alessandro Robecchi, Questa non è una canzone d'amore, Sellerio, 2014, ISBN 8838931739.